# Giovanni Bombrini
Giovanni Bombrini (Genova, 21 dicembre 1838 – Genova, 13 febbraio 1924) è stato un imprenditore e politico italiano.
Era figlio di Carlo Bombrini, che fu anche lui senatore. Fu nominato senatore del Regno d'Italia dalla XVII legislatura.
Nel 1912, assieme a Leopoldo Parodi Delfino, fondò a Colleferro la BPD, azienda della chimica e della difesa, che contribuì in maniera sostanziale allo sviluppo della cittadina e di buona parte della zona meridionale della provincia di Roma.